# Miha Zajc (Fußballspieler)
Miha Zajc (* 1. Juli 1994 in Šempeter pri Gorici, Region Goriška) ist ein slowenischer Fußballspieler, der seit Ende Januar 2019 beim Fenerbahçe Istanbul unter Vertrag steht. In der Saison 2024/25 ist er an den FC Toulouse ausgeliehen.

## Karriere

### Vereine

#### Anfänge in Slowenien
Zajc kam im Westen der slowenischen Region Goriška gelegenen Dorf Šempeter pri Gorici auf die Welt, welche an die italienische Landesgrenze angrenzt. In der benachbarten Stadt Bilje pri Novi Gorici begann er in der Nachwuchsabteilung des örtlichen ŠD Bilje mit dem Vereinsfußball. Danach wechselte der Slowene in die slowenische Hauptstadt nach Ljubljana zur Nachwuchsabteilung von Interblock Ljubljana. Seine Profifußballkarriere begann Zajc bei Interblock Ljubljana in der Saison 2011/12 der slowenischen zweithöchsten Spielklasse 2. SNL.
Zur Spielzeit 2012/13 wurde der talentierte 18-jährige Slowene auf Leihbasis an die slowenischen Erstligisten für die erste Saisonhälfte an NK Olimpija Ljubljana, ab der zweiten Saisonhälfte und die nächsten eineinhalb Jahre an NK Celje verliehen. Wo er mit 18 Jahren bei NK Olimpija am 6. Oktober 2012 sein Erstligadebüt mit zwei Toren feierte und mit der Mannschaft von NK Celje das slowenische Pokalfinale 2013 erreichte, welches sie gegen den Doublesieger und Rekordpokalsieger NK Maribor mit 0:1 verloren. In der Folgesaison (2013/14) absolvierte der 19-jährige Slowene im Juli 2014 sein Spieldebüt im Europapokal beim Hinspiel in der ersten Qualifikationsrunde zur UEFA Europa League beim 1:2-Auswärtssieg gegen den norwegischen Erstligisten Tromsø IL.
Während der Spielzeit 2014/15 wechselte der 20-jährige Zajc im August 2014 erneut zum NK Olimpija Ljubljana, aber diesmal fest für eine Ablösesumme in Höhe von 400.000 Euro. In der Saison 2015/16 avancierte der 21-jährige Slowene in der Mannschaft im Laufe der Saison zum Stammspieler an 36 Liga-Spieltagen bestritt er 32 Spiele, davon 24 von Beginn an in der Startelf und erzielte fünf Tore. Somit trug Zajc seiner Mannschaft der langersehnten slowenischen Meisterschaft (2016) mit nach 21 Jahren Absenz und nach fünf Vizemeistertiteln vor Rekordmeister NK Maribor zu holen.

#### Wechsel nach Italien und in die Türkei
Im Januar 2017 wechselte der 22-jährige slowenische National- und Mittelfeldspieler erstmals ins Ausland in die Toskana zum italienischen Erstligisten FC Empoli für eine Ablösesumme in Höhe von 1,7 Millionen Euro und unterschrieb bei den Toskanern einen Vertrag bis zum Sommer 2021. Am Ende der Spielzeit 2016/17 stieg er mit seiner Mannschaft knapp um einen schlechteren Tabellenplatz in die Serie B, italienischen zweithöchsten Spielklasse, ab.
In der darauffolgenden Saison 2017/18 erfolgte mit den Toskanern mit erfolgreichem und starkem Offensivspiel der sofortige Wiederaufstieg, indem sie 88 Tore in 42 Spieltagen erzielten und mit einem dreizehn Punktevorsprung Meister der Serie B wurden. Zajc gehörte zu den Schlüsselspielern und hatte maßgeblichen Anteil an der Meisterschaft mit seinen acht Toren und gehörte mit seinen über zehn Torvorlagen und über zwanzig Scorerpunkten zu den zehn besten Torvorbereitern und Scorer der Liga. Der Slowene bestritt in zwei Jahren für die Toskaner 68 Pflichtspiele, erzielte zwölf Tore und zwanzig Torvorlagen.
Am letzten Tag der Wintertransferperiode 2018/19, 31. Januar 2019, wechselte der 24-jährige Zajc an den Bosporus zum türkischen Erstligisten Fenerbahçe Istanbul. Im Gegenzug hinterließ Fenerbahçe Istanbul die 100%igen Transferrechte des türkischen Fußballspielers Salih Uçan an den FC Empoli ab, der bereits an die Toskaner verliehen war. Der slowenische Mittelfeldspieler unterschrieb bei den Gelb-Dunkelblauen einen Vierundhalbjahresvertrag bis Sommer 2023.
Im September 2020 wurde Zajc für die Saison 2020/21 an den italienischen Erstligisten CFC Genua verliehen inklusive einer Kaufoption. Im Oktober 2020 fiel er temporär aus, aufgrund eines positiven COVID-19-Tests. Er bestritt für die Genuaner als Stammspieler und teilweise als Einwechselspieler 33 Pflichtspiele bestehend aus Liga- und Pokalspielen.
Im Sommer 2024 wurde Zajc für eine Saison an den FC Toulouse verliehen.

### Nationalmannschaft
Zajc durchlief von 2009 bis 2016 die slowenischen Nachwuchsnationalmannschaften von der U16 bis U21, absolvierte insgesamt 40 U-Länderspiele und erzielte drei Tore. Er nahm unter anderem an mehreren Qualifikationsturnieren der U17-, U19- und U21-Europameisterschaften teil.
Im Frühling 2016 wurde der 21-jährige Zajc aufgrund seiner Leistungen beim amtierenden Tabellenführenden der Slovenska Nogometna Liga NK Olimpija Ljubljana vom Nationaltrainer Srečko Katanec zur slowenischen A-Nationalmannschaft berufen, wo er dann beim 1:0-Sieg im Freundschaftsspiel am 23. März 2016 gegen die mazedonische Nationalmannschaft zu seinem A-Länderspieldebüt kam. Über zwei Jahre später im Juni 2018 feierte der Slowene in Podgorica sein A-Länderspieltordebüt im Freundschaftsspiel gegen Montenegro, wo er den 2:0-Auswärtssieg erzielte.
In der UEFA Nations League der Spielzeit 2018/19 kam Zajc in der Liga C (Gruppe 3) in allen sechs Gruppenspielen zum Einsatz und erzielte zwei Tore jeweils in den Länderspielen gegen Bulgarien, aber konnte mit seinen Leistungen und Toren nicht den sportlichen Abstieg in die unterste Liga, Liga D, seiner Mannschaft mitverhindern. Aufgrund einer UEFA-Formatänderung im September 2019 der Nations League blieb er mit Slowenien trotzdem der Liga C (2020/21) weiterhin erhalten. In der Nations League 2020/21 spielte er anfänglich mit, bis er von einer COVID-19-Erkrankung gestoppt wurde, danach fungierte er als Ergänzungsspieler und stieg mit Slowenien als Gruppensieger in die Liga B auf.

## Erfolge
- NK Olimpija Ljubljana (2014–2016)
  - Slowenischer Meister: 2015/16

- FC Empoli (2017–2019)
  - Aufstieg in die Serie A und Meister der Serie B: 2017/18

- Slowenische A-Nationalmannschaft
  - Gruppensieger und Aufstieg in die Liga B der UEFA Nations League: 2020/21